# Ivajlo Andonov
Ivajlo Viktorov Andonov, bolgárul: Ивайло Викторов Андонов; (Blagoevgrad, 1967. augusztus 14. –) bolgár válogatott labdarúgó.
A bolgár válogatott tagjaként részt vett az 1994-es világbajnokságon.

## Sikerei, díjai
CSZKA Szofija
- Bolgár bajnok (1): 1991–92
- Bolgár kupa (1): (2): 1992–93